# Dale Garland
Dale Garland (ur. 13 października 1980) – brytyjski lekkoatleta, uprawiający bieg na 400 m przez płotki, sprinty oraz wieloboje. 

## Najważniejsze osiągnięcia
| Rok  | Rodzaj zawodów            | Miasto     | Konkurencja        | Miejsce | Wynik   |
| ---- | ------------------------- | ---------- | ------------------ | ------- | ------- |
| 2005 | Halowe mistrzostwa Europy | Madryt     | Sztafeta 4 x 400 m | 2       | 3:09,53 |
| 2007 | Halowe mistrzostwa Europy | Birmingham | Sztafeta 4 x 400 m | 1       | 3:07,04 |

## Rekordy życiowe
- Bieg na 400 m - 46,68 (2006)
- Bieg na 400 m (hala) - 46,89 (2005)
- Bieg na 400 m przez płotki - 49,79 (2007)
- Dziesięciobój lekkoatletyczny - 7413 pkt (2006)
- Siedmiobój lekkoatletyczny (hala) - 5609 pkt (2006)